# Melaenosia pustulifera
Genre
Espèce
Melaenosia pustulifera, unique représentant du genre Melaenosia, est une espèce d'araignées aranéomorphes de la famille des Mimetidae.

## Distribution
Cette espèce est endémique d'Inde. Elle se rencontre sur la côte de Coromandel.

## Description
La femelle holotype mesure 3,5 mm.

## Publication originale
- Simon, 1906 : Arachnides (2e partie). Voyage de M. Maurice Maindron dans l'Inde méridionale. 8e Mémoire.  Annales de la Société entomologique de France, vol. 75, p. 279-314 (texte intégral).